# Ambérieu-en-Bugey
Ambérieu-en-Bugey is een gemeente in het Franse departement Ain in de regio Auvergne-Rhône-Alpes. De gemeente telde op 1 januari 2022 15.554 inwoners, die Ambarrois worden genoemd. De plaats ligt in het oosten van Frankrijk. De plaats maakt deel uit van het arrondissement Belley en behoort tot het kanton Ambérieu-en-Bugey.
In de gemeente bevindt zich basis BA278 van de Franse luchtmacht.
Het Château des Allymes werd rond 1300 gebouwd op een hoogte. In de gemeente liggen ook de ruïne van het château de Saint Germain en het château des Echelles met een Engelse landschapstuin.

## Geografie
De oppervlakte van Ambérieu-en-Bugey bedroeg op 1 januari 2022 24,6 vierkante kilometer; de bevolkingsdichtheid was toen 632,3 inwoners per km².
De onderstaande kaart toont de ligging van Ambérieu-en-Bugey met de belangrijkste infrastructuur en aangrenzende gemeenten.

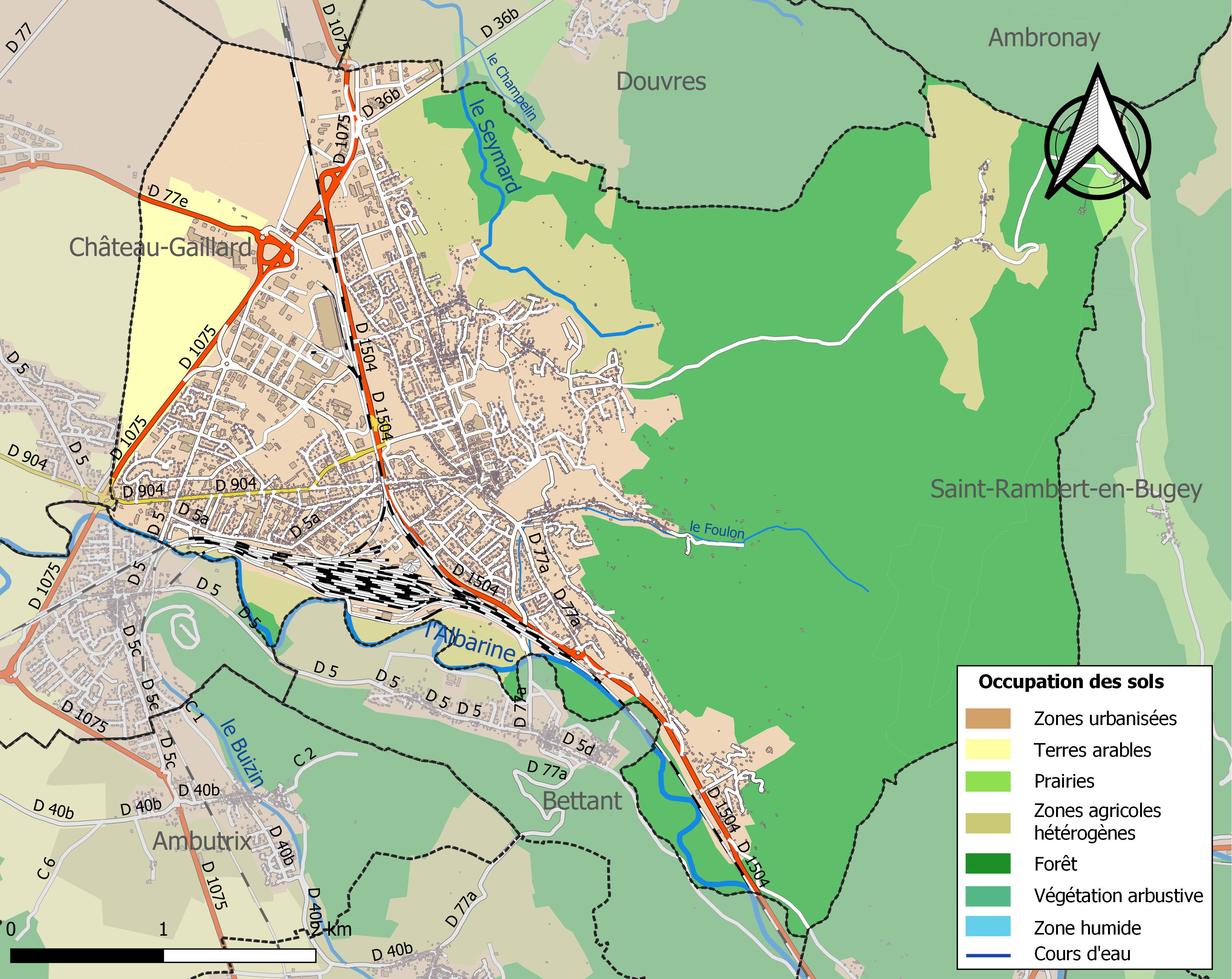

## Verkeer en vervoer
In de gemeente ligt spoorwegstation Ambérieu.
Ambérieu-en-Buguey ligt aan de A42.

## Demografie
De oppervlakte van Ambérieu-en-Bugey bedraagt 24,6 vierkante kilometer; Op 1 januari 2022 was de bevolkingsdichtheid 632,3 inwoners per km².
Vanwege een beveiligingsprobleem met de MediaWiki Graph-software is het momenteel niet mogelijk deze grafiek weer te geven. Zodra de software is bijgewerkt zal de grafiek vanzelf weer zichtbaar worden.

## Geboren
- Mathieu Gorgelin (1990), voetballer